# Hamlet Mchitarjan (Fußballspieler, 1962)
Hamlet Mchitarjan (armenisch Համլետ Մխիթարյան; russisch Гамлет Мхитарян ‚Gamlet Mchitarjan‘; * 14. September 1962 in Jerewan, Armenische SSR, UdSSR; † 2. Mai 1996 ebenda, nun Armenien) war ein sowjetisch-armenischer Fußballspieler und der Vater von Henrich Mchitarjan.

## Leben
Hamlet Mchitarjan wurde 1962 in Jerewan geboren und begann schon früh mit dem Fußballspielen. 1980 wurde er in die Profimannschaft von Ararat Jerewan geholt – damals ein sowjetischer Erstligist. Der Stürmer Mchitarjan erkämpfte sich im Team einen Stammplatz und lief bis 1987 in insgesamt 170 Spielen auf, in denen er 46 Tore schoss. Von 1988 bis 1989 ging er zu Kotajk Abowjan, bevor er ein Vertragsangebot aus Frankreich bekam und noch 1989 zu ASOA Valence wechselte. Dort blieb er bis 1994, schloss sich dann der AS Ararat Issy aus dem Ballungsraum um Paris anschloss. 1994 hatte er auch zwei Einsätze in der armenischen Nationalmannschaft.
Das Fußballspielen musste er jedoch bald darauf einstellen, da ein Hirntumor bei ihm festgestellt wurde. Nachdem alle Behandlungsversuche fehlgeschlagen waren, zog er mit seiner Familie zurück in seine Heimatstadt, wo Mchitarjan im Mai 1996 starb.
Hamlet Mchitarjan war verheiratet und hatte zwei Kinder: eine Tochter (* 1986) und Sohn Henrich (* 1989), der ebenfalls Fußballspieler wurde.